# Alex Colorado Ramírez
Alejandro Colorado Ramírez, conegut com a Álex Colorado, (nascut el 9 de juny de 1994 a Jerez de la Frontera), és un futbolista andalús. Es va formar en les categories inferiors del Xerez CD, on fou el màxim golejador de la seva història, i el 2003 fou cedit dues temporades al Reial Madrid C. La temporada 2005-2006 va tornar al Xerez CD, on va jugar fins 2008. Després de passar per la UE Lleida, l'Albacete Balompié i el Lleida Esportiu, en 2013 fou transferit al CF Reus Deportiu de la Segona Divisió B, com a migcampista.
En juny de 2016 va fitxar per la UE Llagostera, recentment pujat a 2a Divisió B de la Lliga Espanyola de Futbol.